# Taraxacum ×mesohalobium
Taraxacum ×mesohalobium, hibridna vrsta maslačka sa Krima., hibridna trajnica formule T. bessarabicum × salsum Notovrsta je opisana 1999.